# Santo Tomas (Pampanga)
Pour les articles homonymes, voir Santo Tomas.
Santo Tomas est une municipalité des Philippines située dans la province de La Pampangue, sur l'île de Luçon. C'est la municipalité la plus petite (1 467 hectares) et la plus récente de la province (11 janvier 1952).
Son économie est surtout agricole, avec des fabriques de cercueils, de céramiques et de tapis.

## Subdivisions
Santo Tomas est divisée en 7 barangays :
- Moras De La Paz
- Poblacion
- San Bartolome
- San Matias
- San Vicente
- Santo Rosario (Pau)
- Sapa (Santo Niño)

## Économie

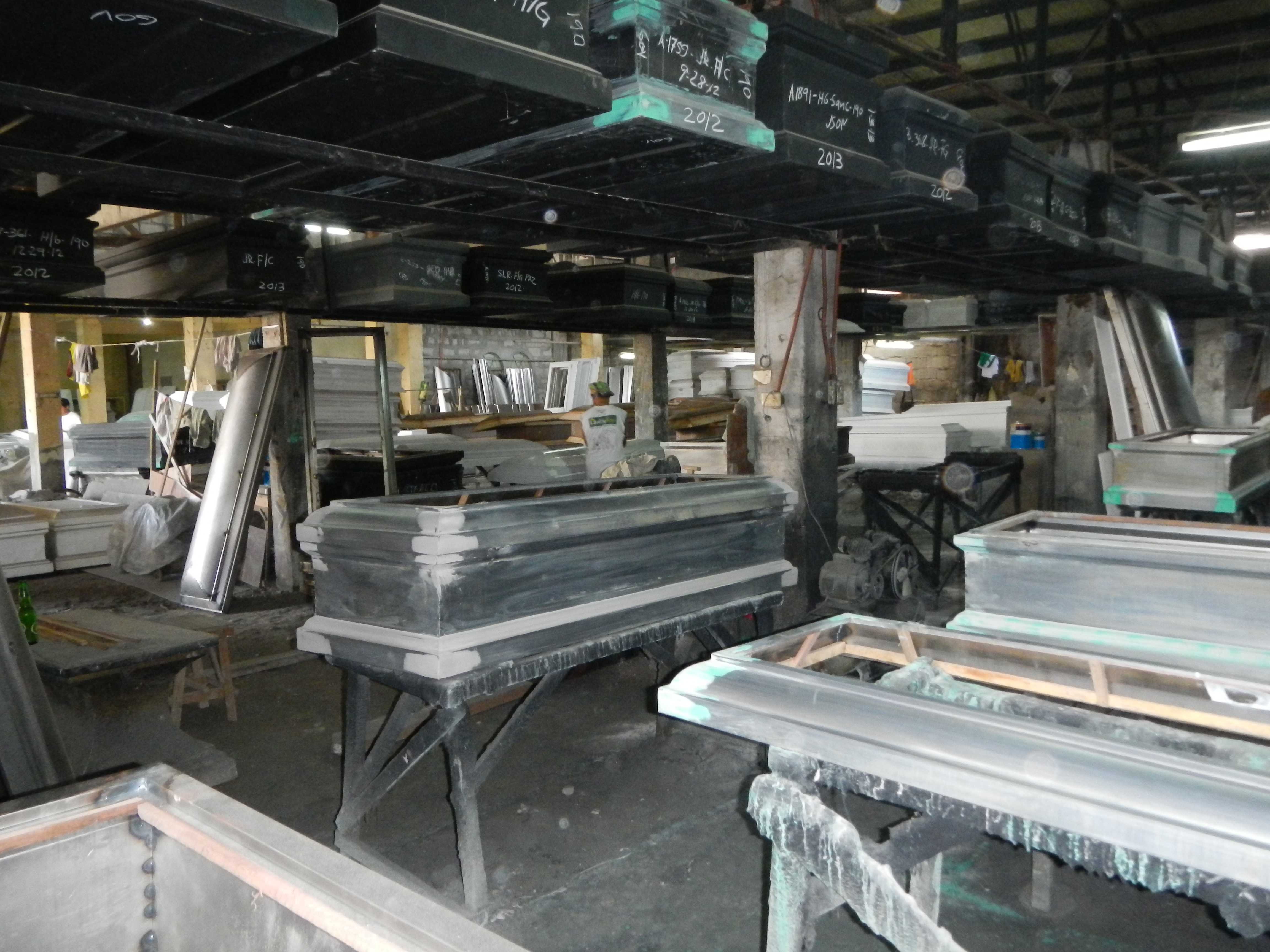
Une fabrique de cercueils à Santo Tomas (2013).

Santo Tomas est la « capitale du cercueil » de l'île de Luçon, avec 300 entreprises familiales de fabrication de cercueils,,.